# 赤聂松赞
赤聂松赞（藏語：ཁྲི་གཉན་གཟུངས་བཙན།，威利转写：Khri gnyan gzungs btsan，?—?），又译为赤宁松赞等，《新唐书》作揭利失若。按照藏族的传统他是吐蕃王朝第29任赞普，拉脱脱日聂赞之子，母为王妃娜萨芒嘎（རྣོ་ཟ་མང་དགར）。吐蕃王朝立国之君松赞干布的高祖父。
在位期间，大臣贝囊谢拉赞（སྦས་སྣང་གཞེར་ལྷ་བཙན）、噶尔赤真（མགར་ཁྲི་འབྲིང）辅佐，开始改进农业，兴修水利。使农田与牧地相接，国力日渐强盛。死后葬于顿卡达山（དོན་མཁར་མདའ），其陵无供物，墓之土堆铺开。子仲宁德乌继位。